# Ameson
Ameson — рід грибів. Назва вперше опублікована 1977 року.

## Класифікація
До роду Ameson відносять 5 видів:
- Ameson atlanticum
- Ameson michaelis
- Ameson nelsoni
- Ameson pulvis
- Ameson sapidi